# قنبرآباد (مقاطعة تشرام)
قنبرآباد (بالفارسية: قنبرآباد) هي قرية تقع في قسم تشرام الريفي (مقاطعة تشرام) في إيران. يقدر عدد سكانها بـ 27 نسمة بحسب إحصاء 2016.